# Szerep (település)
Szerep község Hajdú-Bihar vármegyében, a Püspökladányi járásban.

## Fekvése
A Tiszántúlon, Hajdú-Bihar vármegye délnyugati szögletében fekszik. Szomszédai: észak felől Püspökladány, kelet felől Sárrétudvari, dél felől Kertészsziget, délnyugat felől pedig Bucsa (utóbbi két település már Békés vármegyéhez tartozik). Különálló lakott településrésze Hosszúhát, a központtól 3-4 kilométerre nyugatra.

### Megközelítése
A település központján, illetve Hosszúháton is végighúzódik a 42-es főútből Püspökladányban kiágazó és Sárrétudvariig vezető 4211-es út, közúton csak ezen az útvonalon érhető el a két végponti település felől.
A hazai vasútvonalak közül a községet a Békéscsaba–Kötegyán–Vésztő–Püspökladány-vasútvonal érinti, amelynek két megállási pontja van itt: a központ északi részén Szerep megállóhely, Hosszúhát északi peremén pedig Hosszúhát megállóhely; mindkettő egy-egy rövidke bekötőúton érhető el a 4211-es felől (42 314, 42 313).

## Története
Anonymus a Gesta Hungarorum 28. részében említ egy „Lutum Zerep”, vagyis Szerep-mocsár nevű helyet, melyet kapcsolatba hoznak a mai településsel, illetve Szerepmonostorral. A korabeli említések a Szerep megnevezés alatt három, jól elhatárolható dolgot értettek: a monostort, a falut és a lápot. A monostor első, biztos említése 1283-ból származik, amikor a birtokos – talán a monostort is alapító – Zovárd nemzetség tagjai megosztoztak két elhalt rokonuk birtokain. A 14. században a Bagossy nemzetség birtokába került.

## Közélete

### Polgármesterei
| Időszak   | Polgármester      | Párt        | Megjegyzés |
| --------- | ----------------- | ----------- | ---------- |
| 1990–1994 | Kenéz Zoltán      | független   |            |
| 1994–1998 | Kenéz Zoltán      | független   |            |
| 1998–2002 | Kenéz Zoltán      | független   |            |
| 2002–2006 | Győri Balázs      | független   |            |
| 2006–2010 | Győri Balázs      | független   |            |
| 2010–2014 | Győri Balázs      | Fidesz      |            |
| 2014–2019 | Tóthné Verő Tünde | független   |            |
| 2019–2024 | Tóthné Verő Tünde | Fidesz-KDNP |            |
| 2024–     | Jenei Istvánné    | független   |            |

## Népesség
A település népességének változása:
| Lakosok száma | 1576 | 1604 | 1596 | 1507 | 1482 | 1458 | 1438 |
|               | 2013 | 2014 | 2015 | 2021 | 2022 | 2023 | 2024 |

2001-ben a település lakosságának 93%-a magyar, 7%-a cigány nemzetiségűnek vallotta magát.
A 2011-es népszámlálás során a lakosok 69,3%-a magyarnak, 15,9% cigánynak mondta magát (30,5% nem nyilatkozott; a kettős identitások miatt a végösszeg nagyobb lehet 100%-nál). A vallási megoszlás a következő volt: római katolikus 2,5%, református 40%, görögkatolikus 0,3%, felekezeten kívüli 22,9% (32,8% nem válaszolt).
2022-ben a lakosság 94,1%-a vallotta magát magyarnak, 19,6% cigánynak, 0,2% németnek, 0,1-0,1% ukránnak, ruszinnak, görögnek, szerbnek és lengyelnek, 0,5% egyéb, nem hazai nemzetiségűnek (5,9% nem nyilatkozott; a kettős identitások miatt a végösszeg nagyobb lehet 100%-nál). Vallásuk szerint 27,5% volt református, 2,2% római katolikus, 0,4% görög katolikus, 1,5% egyéb keresztény, 0,6% egyéb katolikus, 0,1% ortodox, 0,1% izraelita, 37,6% felekezeten kívüli (30,1% nem válaszolt).

## Nevezetességei

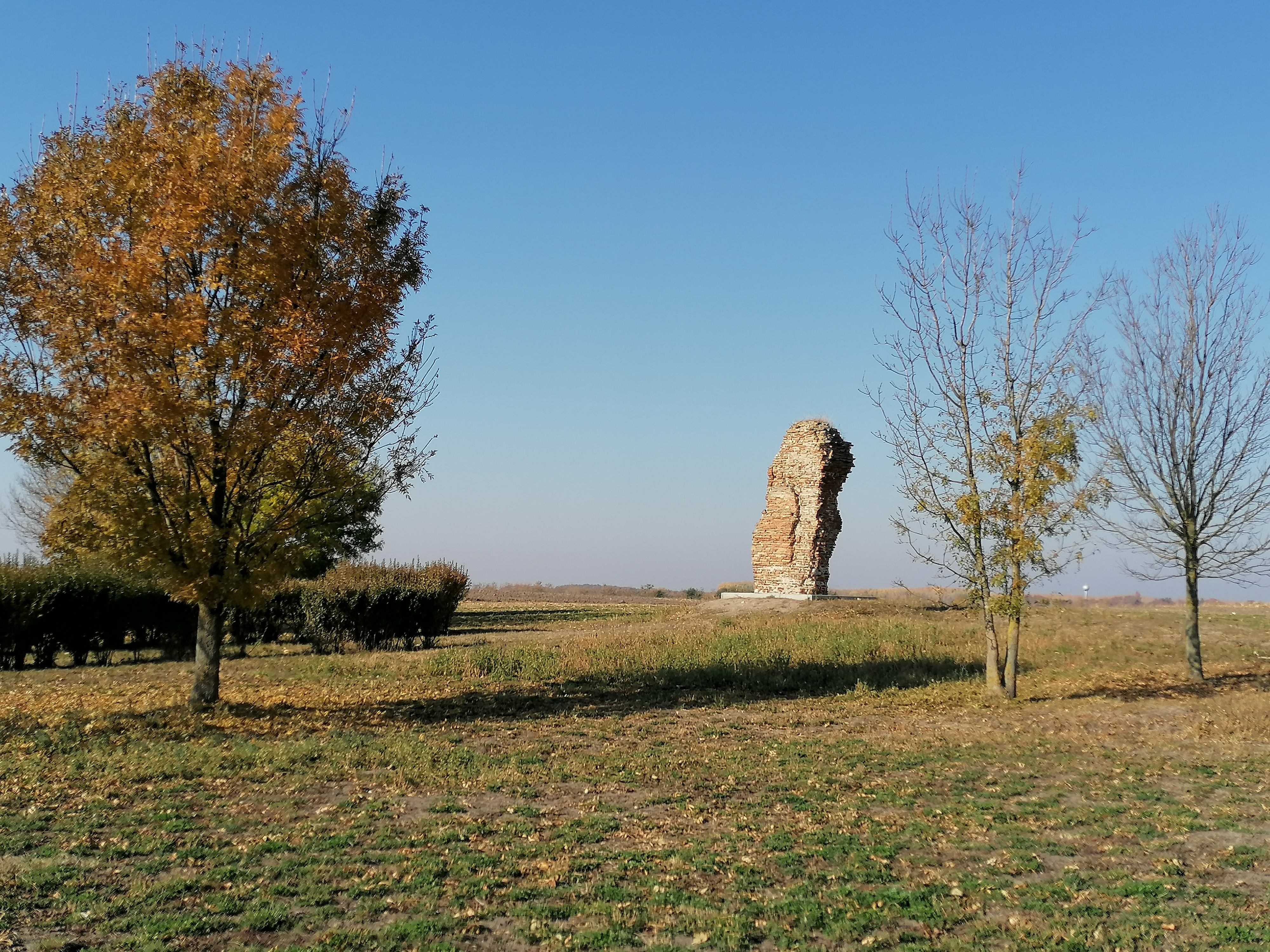
A „csonkatorony”

A község belterületén kívül, közúton Püspökladány felé, a temetőt elhagyva, még áll a téglából épült „csonkatorony”-nak emlegetett rom: valószínűleg Szerepmonostor maradványa.

## A város szülöttei
- Nyéki Imre (1928–1995) magyar úszó, edző
- Nagy Károly (1903–1978) magyar szobrászművész